# 车臣总统府
43°18′59.00″N 45°41′34.21″E / 43.3163889°N 45.6928361°E

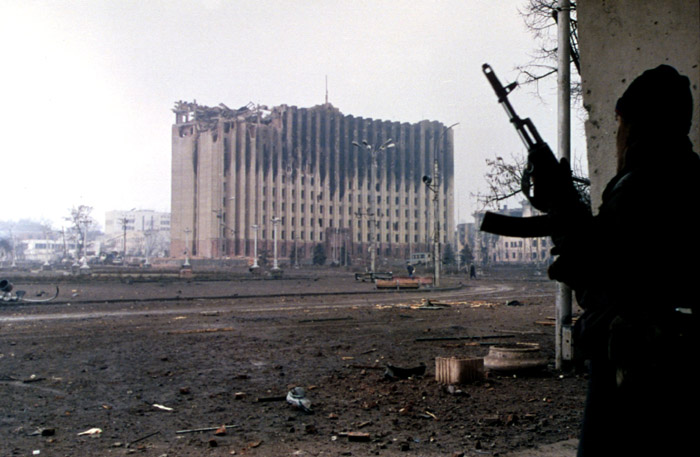
一名在焚毁的总统府附近的车臣战士，拍摄于1995年1月

车臣总统府，或称格罗兹尼的总统府（俄语：Президентский дворец в Грозном），坐落在车臣首都格罗兹尼中心的一座大楼。该楼在车臣冲突的初级阶段对伊奇克里亚车臣共和国的支持者来说是抵抗运动的象征。该楼多次遭到炮击和飞机轰炸，俄罗斯在1996年将其拆除。

## 历史

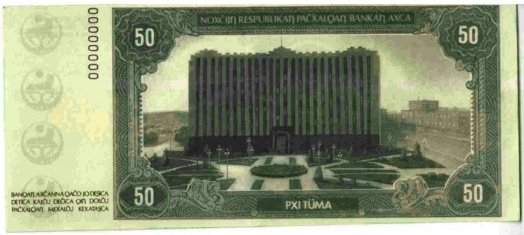
伊奇克里亚车臣共和国50纳沙尔纸币背面

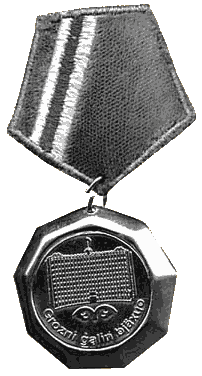
格罗兹尼保卫战奖章

这座11层的大楼原为苏联共产党车臣-印古什苏维埃社会主义自治共和国格罗兹尼州委员会的总部。由于地处高加索地震多发带，楼房建造得非常坚固，抗震性能较强。伊奇克里亚车臣共和国的第一任领导人焦哈尔·杜达耶夫将军将其用为了总统府，其办公室位于大楼的八楼。
在1994年，俄罗斯支持的车臣反对派曾多次攻击总统府而未遂，但它并不是俄罗斯初期轰炸的目标。在1994年至1995年的格罗兹尼战役的初期，总统府成为俄军跨年日攻势的主要目标，和俄军各路装甲部队的汇集地，而且受到了俄军的进一步攻击。

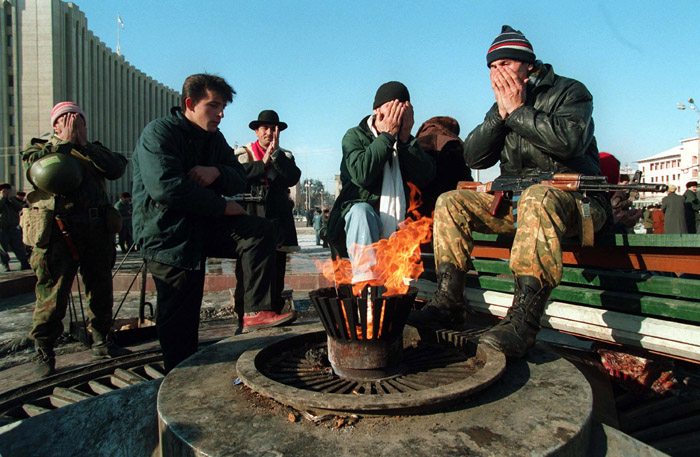
米哈伊尔·叶夫斯塔菲耶夫拍摄于1994年12月

虽然杜达耶夫在战役初期就离开格罗兹尼，但总统府的大型混凝土结构使之成为车臣武装在该市的重要据点。它和周边建筑由杜达耶夫的总统卫队和沙米尔·巴萨耶夫的一个营负责守卫。总统府地下室成为车臣参谋长阿斯兰·马斯哈多夫的指挥部，并设有一个战地医院和一个简易的战俘营。叶利钦政府人权专员、国家杜马议员谢尔盖·阿达莫维奇·科瓦廖夫，以及维克多·阿列克谢耶维奇·波普科夫等几个记者和救援人员在俄军袭击的中被困在掩体中好几天。
俄军炮击了该大楼近三周，有上百枚直接命中，包括迫击炮、坦克以及毁灭性的BM-21火箭炮齐射。 俄军部署了上千军力进行了大约两周的激烈进攻，摧毁了附近的很多市政建筑和住宅，总统府仅剩下了一个被焚毁的外壳。最终，俄军在1月16日成功包围了大楼除孙扎河一面之外的另外三面，但未能逐出楼内的守卫者。
1995年1月17日，俄罗斯空军投射了两枚九吨的掩体炸弹，这是俄军在车臣少见的精确制导武器使用案例。其中一枚攻入地下在地下医院爆炸，造成了包括囚犯在内的至少50-60人死亡；另一枚落到了距离马斯哈多夫指挥所附近几米的地方，但由于它并没有爆炸，所以马斯哈多夫没有受伤。1月18日午夜后，这栋毁掉的大楼的最后一批守卫者放弃了它，趁着夜色的掩护通过大桥撤到了河对岸，并于次日被俄军俘获。俄军第20伏尔加格勒近卫师侦察营攻占了总统府，消灭了潜伏的狙击手。俄罗斯“海陆双头鹰”海军陆战队的王牌师第55近卫海军陆战师的第165陆战团率先将俄罗斯国旗插上了车臣总统府大楼的顶部，第165陆战团有5名队员因此被追授“俄罗斯联邦英雄”称号。
1996年2月，大楼废墟附近爆发了大规模和平示威，俄罗斯政府武装向示威人群开火并造成几人死亡之后，集会才结束。随后，俄罗斯清除了大楼废墟。